# Nakajima Racing
Nakajima Racing est une écurie de sport automobile japonaise fondée en 1989 par l'ancien pilote Satoru Nakajima ; elle participe aux championnats Super GT et Formula Nippon.

## Palmarès
- Formula Nippon
  - Quatre titres de champion
  - Champion avec Tom Coronel en 1999, Toranosuke Takagi en 2000, Ralph Firman en 2002 et Loïc Duval en 2009

## Pilotes et anciens pilotes

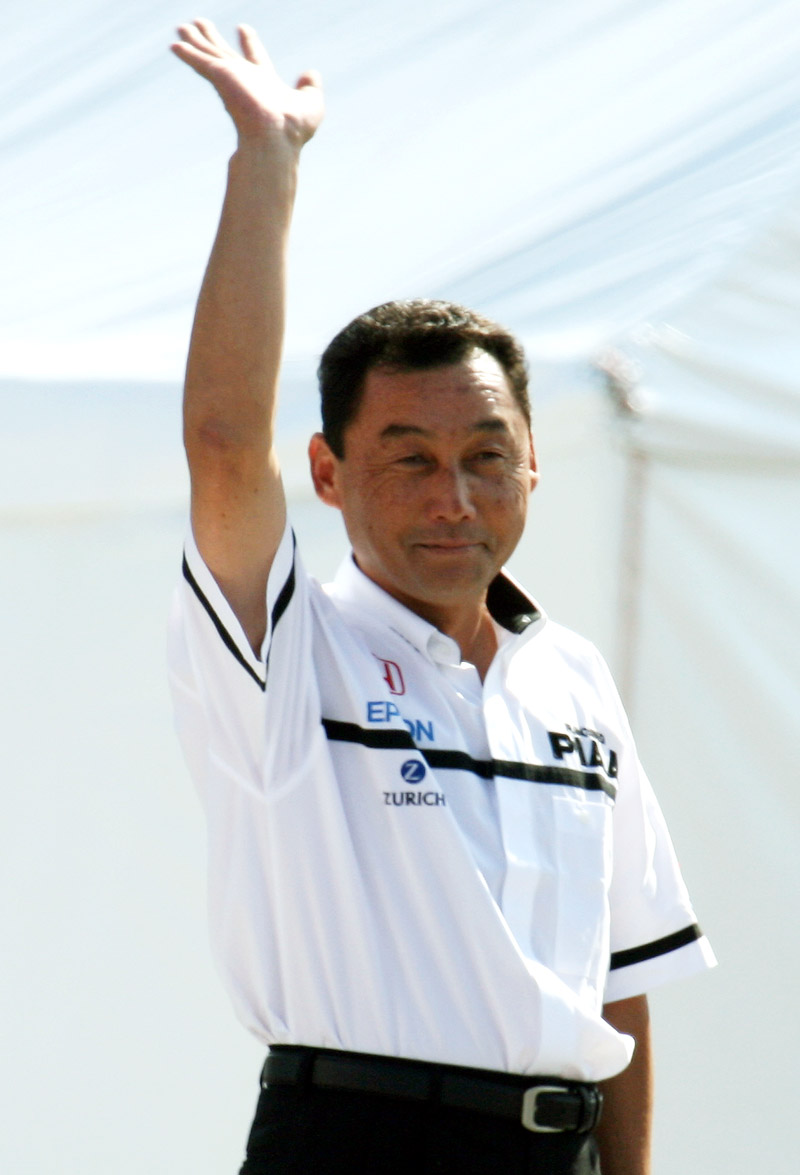
Satoru Nakajima en 2008.

| - Tom Coronel - Loïc Duval - Ralph Firman - Takashi Kogure - André Lotterer |  | - Tsugio Matsuda - Hidetoshi Mitsusada - Hideki Mutoh - Toranosuke Takagi - Naoki Yamamoto - Bertrand Baguette |